# Hugh Wrottesley
Sir Hugh Wrottesley (fl. 1334 – 23 de janeiro de 1381) foi um militar inglês e décimo oitavo Cavaleiro da Ordem da Jarreteira. Ele participou da expedição do rei Eduardo III, nos Países Baixos, em 1338-1339.